# Fondation Agir contre l'exclusion
La Fondation Agir Contre l'Exclusion (aussi abrégé FACE) est une fondation reconnue d'utilité publique qui vise à prévenir et lutter contre toutes les formes d’exclusion, de discrimination et de pauvreté : emploi, éducation, consommation, santé, logement, numérique, citoyenneté, etc.

## Historique
La Fondation Agir Contre l'Exclusion est créée en 1993 par treize grands groupes économiques français (Axa, Casino, Club Méd, Danone, Darty, Fimalac, Havas Worldwide, La Lyonnaise des Eaux, LCL, Pechiney, Ratp, Renault et Sodexo) réunis à l’initiative de Martine Aubry. L’objectif est de mobiliser les entreprises afin de lutter contre l'exclusion, de favoriser l’innovation sociale et d’apporter un soutien actif à des initiatives locales de lutte contre toute forme d'exclusion.
Ses premières actions se portent sur le développement des emplois de service et des expérimentations sur les emplois de proximité dans 6 premières villes d'implantation : Amiens, Angoulême, Chambéry, Marseille, Vaulx-en-Velin et dans les Hauts-de-Seine.
Manpower rejoint la fondation en 2002 et AG2R La Mondiale en 2007, ce qui porte à quinze le nombre de sociétés fondatrices. 
En 2013, la FACE devient membre de la Plateforme nationale d'action globale pour la Responsabilité Sociale d'Entreprise, dite Plateforme RSE. 
En 2014, Gérard Mestrallet remet au Président de la République, François Hollande, son rapport "Mobiliser les acteurs économiques en faveur de l'emploi et de l'emploi des jeunes. 5 priorités. 150 propositions". Gérard Mestrallet y promeut largement l'apprentissage pour tous et à tout âge, une idée reprise par François Hollande pour lutter contre le chômage.
En avril 2015, la FACE lance le programme TEKNIK, le 1er programme éducatif d'envergure conçu pour changer le regard des jeunes (collège et lycée) sur les métiers industriels et techniques. Des métiers qui recrutent et offrent des perspectives de carrière mais aussi des métiers que les 12-25 ans estiment, souvent à tort, pénibles (81%), non-mixtes (89%) et mal rémunérés (68%).
En octobre 2015, la FACE s'associe au ministère de la Justice pour créer la première fondation d'action culturelle en prison baptisée Culture et insertion, au-delà de la détention. Par ailleurs, Alain Roumilhac, président de ManpowerGroup France, est nommé vice-président de la Fondation FACE par son Conseil d’administration chargé des questions d'Emploi. Parallèlement, Alain Roumilhac assure la présidence du Conseil d’orientation de « facealemploi », la première plateforme digitale nationale pour la diversité et l’égalité des chances, avec le CV vidéo. En mai 2018, tandis qu'Emmanuel Macron prenait l'engagement de favoriser l'insertion des jeunes en favorisant l'accès des jeunes au stage de 3e avec 30 000 offres, la FACE lançait une plateforme visant à diffuser au moins 15 000 annonces de stages de 3e pour les jeunes issus de quartiers défavorisés.
En mai 2019, Laurence Drake devient la Déléguée Générale de la FACE. En novembre 2020, Gérard Mestrallet quitte ses fonctions de Président de la FACE assurées depuis 2007. Alain Roumilhac est élu Président en décembre 2020. 
En juillet 2022, Jean Castex devient président de la FACE.
En septembre 2022, Timothée Delacôte est nommé Délégué Général de la Fondation Agir Contre l'Exclusion. 

## Description
La Fondation FACE est une fondation reconnue d'utilité publique depuis le 18 février 1994. Elle est administrée par 15 membres, dont 5 membres de droit que sont les Ministres de l'Emploi et du Travail, de l'Intérieur, des Solidarités et de la Santé, de la Ville et du Logement (aujourd'hui Ministre de la Cohésion des Territoires). La fondation est ainsi l'un des partenaires de l'État dans l'élaboration et la conduite des politiques publiques menées contre l'exclusion. Le reste du Conseil d'administration est composé de 5 membres fondateurs, 3 personnalités qualifiées et 2 représentants du réseau de structures locales FACE. 
La FACE est une tête de réseau. Son réseau national de structures locales est composé de 40 clubs d’entreprises locaux mais également des structures de médiation, qui participent aux politiques locales de prévention et de lutte contre les exclusions et les discriminations, en partenariat avec les collectivités territoriales (ville, agglomération, district…), les entreprises et les acteurs associatifs et institutionnels locaux. Plus de 9 000 entreprises s'engagent chaque année dans des actions de la fondation et/ou de l'une ou plusieurs de ses structures locales. 
Ses actions nationales et locales bénéficient chaque année à plus de 385 000 personnes en situation d'exclusion dans l'accompagnement dans et vers l'emploi, en faveur de l'égalité des chances à l'école et dans l'orientation, pour l'inclusion des personnes précaires, sur les territoires et dans les entreprises. Ces actions sont menées par la fondation elle-même et/ou ses implantations locales (une cinquantaine partout en France).  

## Fondations abritées
En 2013, le Conseil d’Etat octroie à la Fondation FACE le statut de fondation abritante, ce qui lui confère la possibilité d'abriter des fondations ayant des projets conformes à son propre objet social. Elle abrite aujourd'hui une quarantaine de fondations :
Fondation Ada Tech School, Fondation Adhvisé, Fondation Agir Pour Tous Les Enfants, Fondation Avignon Festival & Co, Fondation Cannes, Fondation Cuisine Mode d’Emploi(s), Fondation Entrepreneurs en Action pour une Planète Solidaire, Fondation FIER, Fondation Flamenca, Fondation Frédéric Sausset, Fondation Hermione, Fondation Innovations Pour les Apprentissages (FIPA), Fondation pour l’Institut de l’Engagement (FIDELE), Fondation Intuitu Partners, le Laboratoire de la Mobilité Inclusive, Fondation Legrand, Fondation M'Guadeloupe, Fondation Ma chance Moi Aussi, Fondation Mediaschool, Fondation Mozaïk, Fondation Mutualia Grand Ouest, Fondation Orléans, Fondation Pass sport pour l’emploi, Fondation du Service Militaire Adapté, Fondation Simplon, Fondation SolidaRen, Fondation Sparring, Fondation pour le Sport Inclusif,Fondation SYD, Fondation Viva Fabrica !.

## Gouvernance
- Président : Jean Castex depuis juillet 2022[14]
- Délégué Général : Timothée Delacôte depuis septembre 2022

## Avis de la Cour des comptes
En 2019, la Cour des comptes émet un avis très critique et sévère envers la fondation. Le rapport fait état « d’une fuite en avant dangereuse » en raison d’une multiplication non contrôlée des projets financés. Par ailleurs, la gestion financière est pointée du doigt alors que la dotation initiale a servi à financer la dégradation des résultats financiers remettant ainsi en cause la pérennité même de la fondation. La Cour, fait rarissime, questionne le caractère désintéressé de la fondation allant jusqu’à envisager « la procédure de retrait de la reconnaissance d’utilité publique et la dissolution de la Fondation». Le conseil d'administration acte le 14 juin 2024 la mise en œuvre intégrale des recommandations de la Cour des comptes[source insuffisante].